# Mix Leitor-d
Mix Leitor-d é um leitor de livros digitais criado pela empresa brasileira (Recife) Mix Tecnologia e a Carpe Diem Edições e Produções. O e-reader foi apresentado no dia 12 de agosto de 2010, na Bienal do Livro de São Paulo e passou a ser vendido pelo site da empresa no dia 13 de agosto de 2010  a 890 reais. A 6 de abril de 2012 o leitor com Wi-Fi por 599 reais e por 499 reais sem Wi-Fi.
Sua função principal ler livros digitais (e-books) além de outros tipos de mídia digital.
O leitor possui tela de 6 polegadas com tecnologia de papel eletrônico e capacidade interna de 2GB (expansível até 16GB via cartão microSD). Suporta arquivos pdf, txt, epub, html, chm e .mobi, além de música mp3, wma e wav, suporta também imagens jpg, bmp, gif e PNG.